# Галлеры
Галлеры (нем. Haller) — дворянский род.

## Происхождение и история рода
Потомство Александра Галлера, вступившего в службу в 1800 году; в 1826 произведён в статские советники, а 15 Мая 1836 года пожалован ему с потомством диплом на дворянское достоинство.

## Описание герба
Щит полурассечён-пересечён. В первой, червлёной части, золотая о шести лучах звезда. Во второй, лазоревой части, золотая пчела. В третьей, серебряной части, зелёная о пяти вершинах гора.
Щит увенчан дворянскими шлемом и короною. Нашлемник: три серебряных страусовых пера. Намёт: справа — червлёный, с золотом, слева — лазоревый, с золотом.